# Reinweißer Wasserhahnenfuß
Der Reinweiße Wasserhahnenfuß (Ranunculus ololeucos), auch Reinweißer Hahnenfuß genannt, ist eine Pflanzenart aus der Familie der Hahnenfußgewächse (Ranunculaceae). Diese seltene Art gehört zur Artengruppe Wasser-Hahnenfuß (Ranunculus aquatilis agg.) und ist in Deutschland vom Aussterben bedroht. Auch innerhalb Mitteleuropas gilt diese Art als gefährdet.

## Beschreibung
Der Reinweiße Wasser-Hahnenfuß ist eine mehrjährige, wintergrüne Wasserpflanze. Die Pflanze bildet am oberen Stängelteil etwa drei Zentimeter große, dreiteilige Schwimmblätter aus. Sie wurzelt in 30 bis 60 Zentimeter tiefen Flachwasser.
Angepasst an das Leben unter Wasser, hat die Pflanze neben den Schwimmblättern robuste, fein zerteilte, haarförmige Wasserblätter. Die Blattzipfel befinden sich nicht auf einer Ebene, sondern sitzen nieren- bis kreisförmig auf einem langen Stiel. Die Blätter sind länger als die Abstände der Stängelknoten und erreichen maximal 10 Zentimeter.
Die Pflanze bildet etwa kreisförmige Nebenblätter die zu mehr als 2/3 mit dem Blattstiel verwachsen sind.
Die langen Blütenstiele entspringen den Achseln der Schwimmblätter. Die Kelchblätter sind 3,5 bis 4,5 Millimeter lang, zurückgebogen und haben zuweilen blaue Spitzen. Die länglich eiförmigen, 7 bis 15 Millimeter langen, rein weißen Kelchblätter wirken hinfällig. Die Blüte bildet im Allgemeinen 15 bis 20 Staubblätter, es kommen aber auch zwischen 10 und 25 Staubblätter vor. Die Nektarblätter sind länger als 6 mm und die Nektardrüsen wirken halbmondförmig. Die Blütezeit ist Mai bis Juni.
Je Blüte werden 16 bis 30 dicht zusammenstehende kahle Nüsschen gebildet. Im unreifen Zustand sind die Früchtchen behaart.
Die Art ist diploid und hat die Chromosomenzahl 2n = 16.

## Verbreitung und Ökologie
Der Reinweiße Wasserhahnenfuß ist in den gemäßigten Breiten Europas bis in Höhenlagen von etwa 700 Meter beheimatet. Sein Verbreitungsschwerpunkt liegt in Süd- und Westeuropa von Portugal und Spanien bis Nordwestdeutschland; außerhalb Europas kommt er nicht vor. Es umfasst die Länder Portugal, Spanien, Frankreich, Deutschland, Belgien und die Niederlande.
In Deutschland gibt es nur Bestände in Niedersachsen, Bremen und Nordrhein-Westfalen. Hier findet man sie in Flachwasserbereich (30 bis 50 cm Tiefe) nährstoffarmer Klargewässer (Heideweiher) der pleistozänen Sandgebiete. Er ist eine Charakterart des Ranunculetum ololeuci aus dem Verband Hydrocotylo-Baldellion. Nicht nur in Deutschland, sondern auch im restlichen Europa kommt er nur selten vor.
Diese Art benötigt sonnige bis halbschattige Plätze in mäßig warmen, nährstoffarmen Gewässern. Ihre Anwesenheit deutet auf extremes Seeklima bei häufig wechselnde Wasserständen, und stickstoffarme Böden hin.
Man findet sie in Teichen und Gräben außerhalb von Städten, vorwiegend in den Uferregionen in kleinen bis größeren Gruppen.
Die Bestäubung der Blüten erfolgt durch Insekten oder durch Selbstbestäubung der zwittrigen Blüten. Zu ihrer Vermehrung nützt die Pflanze die Wasserausbreitung.

## Inhaltsstoffe
Wie alle anderen Ranunculus-Arten ist der Reinweiße Wasserhahnenfuß giftig.

## Gefährdung
In Deutschland ist diese Art als „Vom Aussterben bedroht“ eingestuft. Es bestehen nur noch Restvorkommen in Niedersachsen, Bremen und Nordrhein-Westfalen. In Sachsen ist sie bereits erloschen. Die Bestandsentwicklung ist auch weiterhin rückläufig. Da die Art hier den Status Vorposten-Charakter hat der Arealanteil in Deutschland von weniger als 10 % beträgt, wird die Verantwortung Deutschlands für den Erhalt der Art nur mit „mittel“ bezeichnet.
Einem weiteren Rückgang der konkurrenzschwachen Art kann nur durch den Erhalt offener Flachwasserzonen, der Verhinderung weiterer Trockenlegungen und der Vermeidung weiterer Versauerung, dieser Bereich entgegengetreten werden.
Allerdings war die Art, wegen der starken Bindung der Art an pleistozäne Sandlandschaften, stets selten.

## Systematik
Für den Reinweißen Wasserhahnenfuß (Ranunculus ololeucos J.Lloyd) gibt es eine Reihe von Synonymen. Diese sind, mit ihren jeweiligen Referenzen:
- Batrachium ololeucon/os (Lloyd) Bosch – Prodr. Fl. Batav., 1: 6 (1850)
- Ranunculus paucicarpus Arv.-Touv. – Essai Pl. Dauphiné (1871)
- Ranunculus lusitanicus Freyn – Flora, 63: 24 (1880) – Consp. Fl. Eur., Suppl., 1: 10 (1883)